# Clathraria robusta
Clathraria robusta är en korallart som beskrevs av Kükenthal 1919. Clathraria robusta ingår i släktet Clathraria och familjen Melithaeidae. Inga underarter finns listade i Catalogue of Life.